# Skogsörn
Skogsörn (Aquila africana) är en afrikansk fågel i familjen hökar inom ordningen hökfåglar.

## Utseende och läte
Skogsörn är en relativt liten svartvit örn, 50-61 centimeter, som liknar fläckörn (Hieraaetus ayresii). Den har dock svarta vingundersidor och mestadels vit ofläckad undersida. Formen på vingarna är också typisk, smala längst in mot kroppen och sedan bredare armpennor, liknande klippörnen. Ungfågeln är mörkbrun ovan, med rostbrunt huvud och vit mörkfläckad undersida. Lätet är ett ljust skrik.

## Levnadssätt
Skogsörnen lever i trädkronor, skogskanter och ungskog. Fågeln lever ett tillbakadraget liv och ses sällan, oftast när den svävar över trädtopparna. Därför är dess beteende och ekologi dåligt känd. Boet byggs av smågrenar med färska blad i botten och placeras i trädkronor. Den lägger ett till två ägg mellan oktober och december i Ghana och Gabon och i december i Uganda. I maginnehållet av insamlade exemplar har man funnit fåglar och.

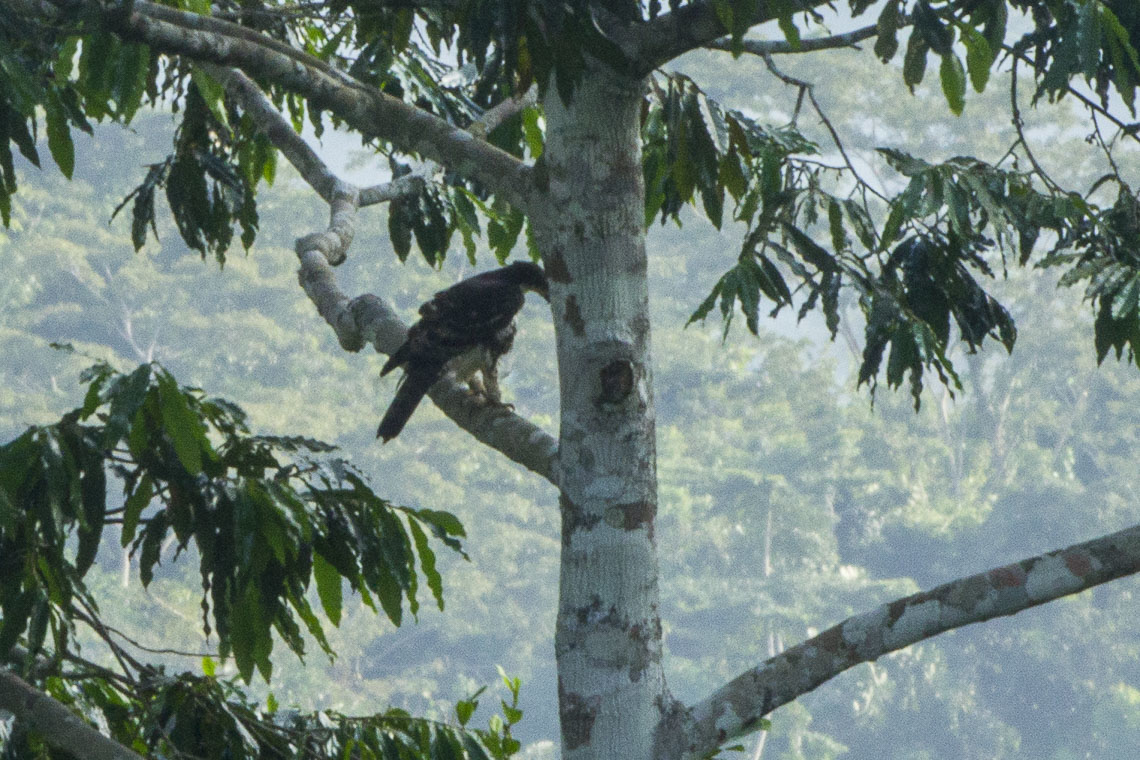
Skogsörn i Ghana.

## Utbredning och systematik
Fågeln förekommer i regnskogsområden i västra och centrala Afrika, från Sierra Leone österut till västra Uganda söderut genom Kongobäckenet till norra Angola. Tidigare placerades arten i släktet Spizaetus men genetiska studier visar att den är nära släkt med örnarna i Aquila.

## Status
Fågelns världspopulation uppskattas till mellan 1 000 och 10 000 individer. Den tros minska i antal på grund av förstörelse av dess levnadsmiljö. Internationella naturvårdsunionen IUCN bedömer dock att det inte sker tillräckligt fort eller att populationen är tillräckligt liten för att arten ska kategoriseras som hotad. Den placeras därför i kategorin livskraftig.

## Namn
Fågeln har tidigare kallats cassinörn, Cassins örn eller Cassins tofsörn, hedrande John Cassin som först beskrev arten, men justerades 2023 till ett enklare och mer informativt namn av BirdLife Sveriges taxonomikommitté.